# Gusseisenbrunnen (Böckstein)

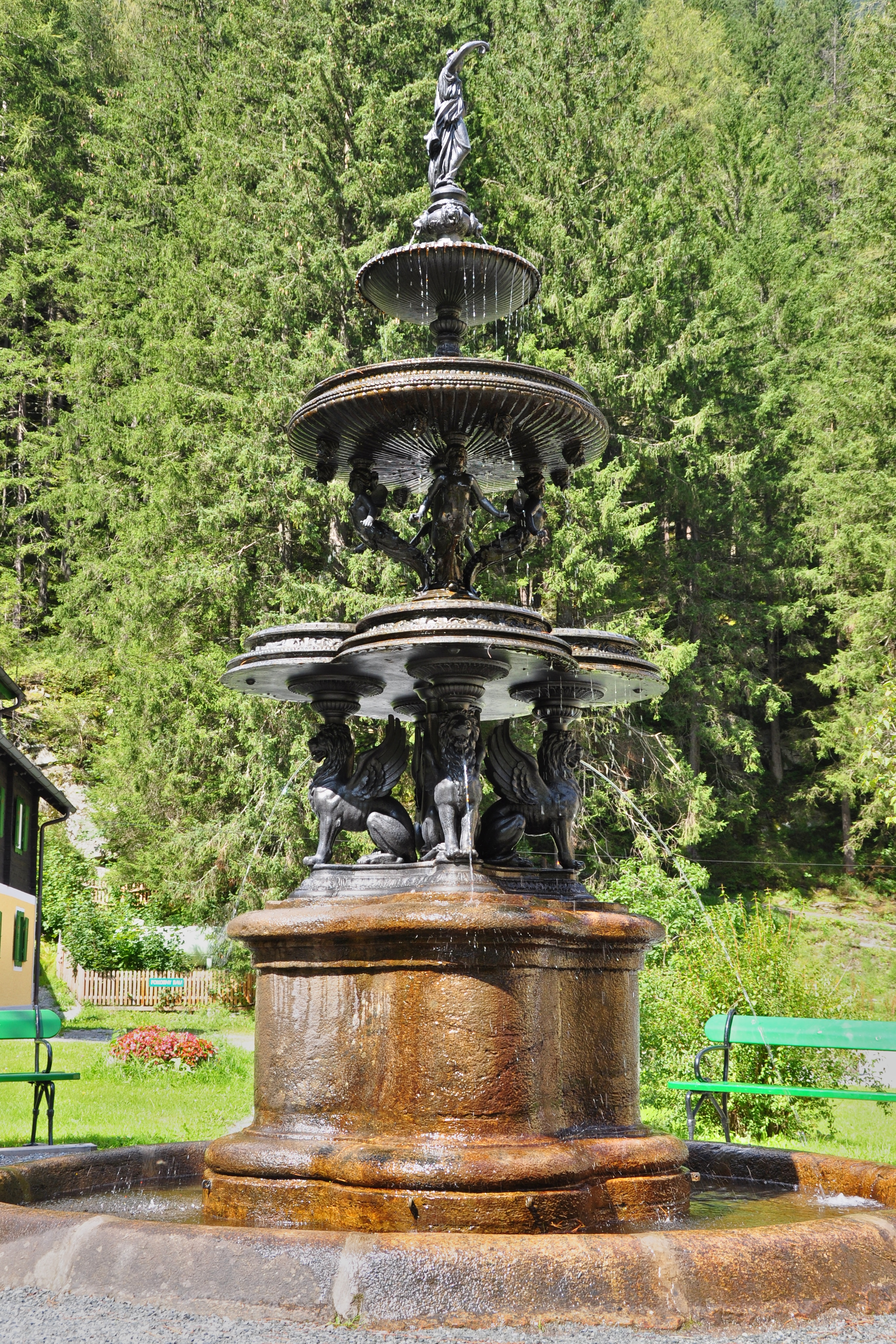
Gusseisenbrunnen in Böckstein

Der Gusseisenbrunnen im Ortsteil Böckstein des Kurortes Bad Gastein im Land Salzburg in Österreich ist der angeblich älteste Gusseisenbrunnen Europas und steht unter Denkmalschutz (Listeneintrag).

## Geschichte
Der mehrstöckige Eisenbrunnen war eine Attraktion auf der Pariser Weltausstellung 1878. Kaiser Franz Joseph I. ließ ihn 1881 in Alt-Böckstein aufstellen.
Im Jahr 1984 zerlegten die beiden Wiener Metallrestauratoren Ziegler und Stramitz den Brunnen und renovierten ihn. Im Juni 2019 wurde er neuerlich ausgebessert und schwarz lackiert.

## Beschreibung
In einer Grünanlage steht der Brunnen in einem kreisrunden Becken auf einem Vierpass-förmigen Steinsockel. Inklusive Steinsockel ist der Brunnen etwa drei Meter hoch. Drei Eisenschalen sind übereinander platziert, wobei die unterste von vier Löwen getragen wird. Der maximale Durchmesser beträgt 160 Zentimeter.

## Umgebung
In der Nähe des Gusseisenbrunnens steht der ebenfalls denkmalgeschützte zylindrische Steintrog von Böckstein.